# Zaptinga II
Ne doit pas être confondu avec Zaptenga-I.
Zaptinga II (également orthographié Zaptenga II) est une commune rurale située dans le département de Gogo de la province du Zoundwéogo dans la région Centre-Sud au Burkina Faso.

## Géographie
Le village de Zaptinga II se situe à une vingtaine de kilomètres au nord-est de Manga.

## Santé et éducation
Le centre de soins le plus proche de Zaptinga II est le centre de santé et de promotion sociale (CSPS) de Gogo tandis que le centre médical (CMA) le plus proche se trouve à Manga.